# Ron Guidry
Ronald Ames Guidry (ur. 28 sierpnia 1950) – amerykański baseballista, który występował na pozycji miotacza.

## Kariera
Guidry studiował na University of Southwestern Louisiana w Lafayette, gdzie w latach   1969–1970 grał w drużynie uniwersyteckiej Louisiana–Lafayette Ragin’ Cajuns. W czerwcu 1971 został wybrany w trzeciej rundzie draftu przez New York Yankees i początkowo występował w klubach farmerskich tego zespołu, między innymi w Syracuse Chiefs, reprezentującym poziom Triple-A. W Major League Baseball zadebiutował 27 lipca 1975 w meczu przeciwko Boston Red Sox jako reliever. W sezonie zasadniczym 1978 zagrał 25 meczów, zaś w postseason 3 jako starter, w tym jeden w World Series, w których Yankees pokonali Los Angeles Dodgers 4–3.
17 czerwca 1978 w meczu z California Angels ustanowił rekord klubowy zaliczając 18 strikeoutów. W tym samym roku po raz pierwszy zagrał w Meczu Gwiazd, zaliczył najwięcej zwycięstw w MLB (25), uzyskał najlepszy wskaźnik ERA (1,74) i otrzymał nagrodę Cy Young Award. Ponadto wystąpił w jednym meczu World Series, w których Yankees po raz drugi z rzędu pokonali Dodgers. W głosowaniu do nagrody MVP American League zajął 2. miejsce za Jimem Rice’em z Boston Red Sox.
Jako zawodnik Yankees pięć razy zdobył Złotą Rękawicę. 7 sierpnia 1984 w meczu przeciwko Chicago White Sox zaliczył immaculate inning jako dziewiąty miotacz w historii MLB, zaliczając trzy strikeouty poprzez dziewięć narzutów. Od 3 marca 1986 do 12 lipca 1989, kiedy oficjalnie ogłosił zakończenie kariery, wraz z Williem Randolphem pełnił funkcję kapitana zespołu.
W późniejszym okresie był między innymi trenerem miotaczy w New York Yankees.

## Nagrody i wyróżnienia
| Nagroda/wyróżnienie            | Lata                   | Źródło      |
| 4× All-Star                    | 1978, 1979, 1982, 1983 | [ 2 ]       |
| AL Cy Young Award              | 1978                   | [ 2 ]       |
| 5× Gold Glove Award            | 1982–1986              | [ 2 ]       |
| 2× zwycięzca w World Series    | 1977, 1978             | [ 4 ] [ 6 ] |
| Roberto Clemente Award         | 1984                   | [ 10 ]      |
| # 49 zastrzeżony przez Yankees | 2003                   | [ 11 ]      |